# Bagnolo del Salento
Bagnolo del Salento ist ein Dorf im Salento mit 1743 Einwohnern (Stand 31. Dezember 2023) und gehört zur Provinz Lecce in Apulien.
Die Nachbargemeinden sind: Cannole, Castrignano de’ Greci, Cursi, Maglie und Palmariggi.

## Verkehr
Der Bahnhof von Bagnolo del Salento, Bagnolo, liegt an der Bahnstrecke Maglie–Otranto.

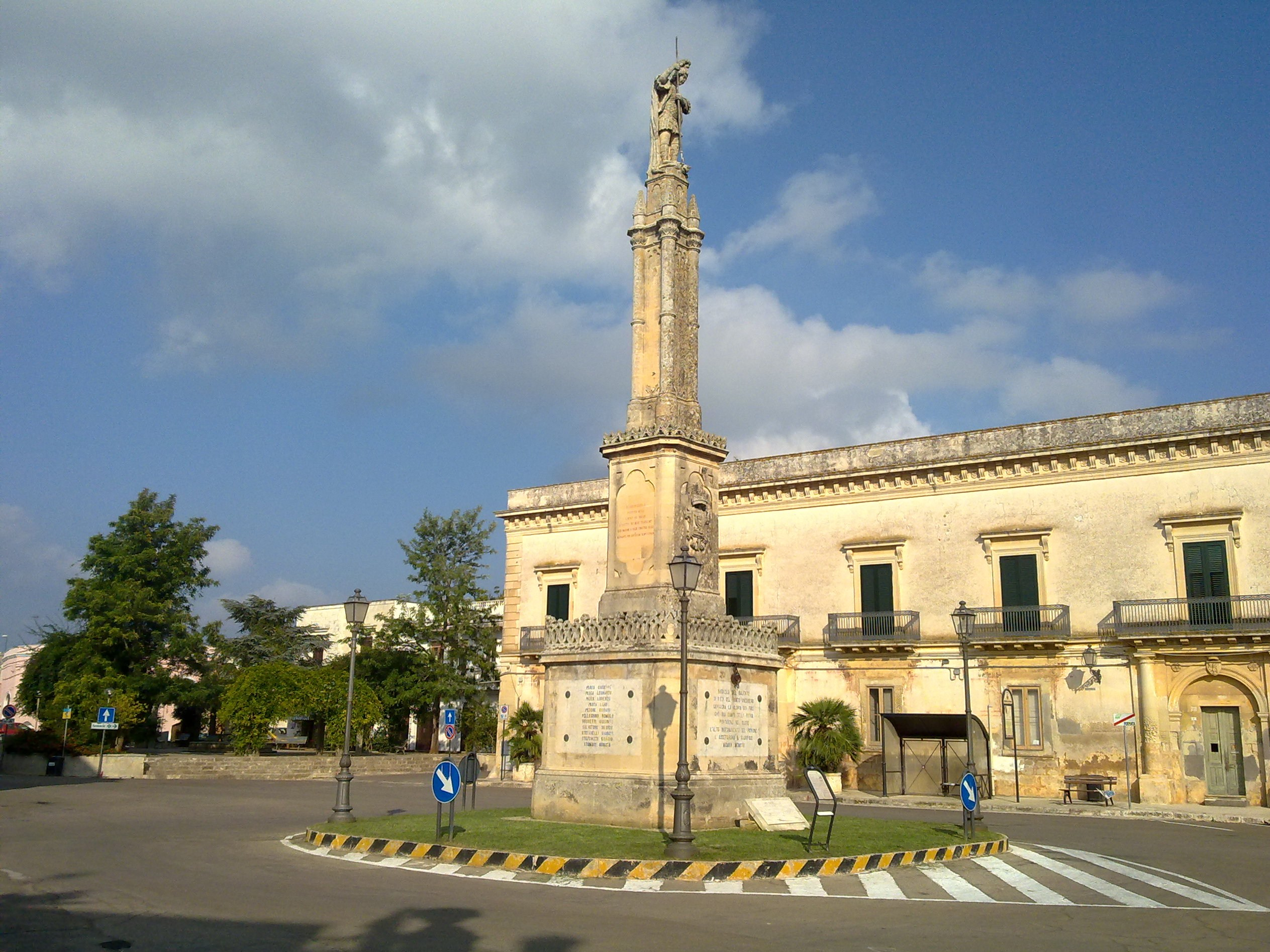

## Sehenswürdigkeiten
- Palazzo dei Papaleo
- Chiesetta di Mater Domini
- Monastero dei Padri Conventuali